# Збиднюв (Малопольське воєводство)
Збиднюв (пол. Zbydniów) — село в Польщі, у гміні Лапанув Бохенського повіту Малопольського воєводства.
Населення — 570 осіб (2011).
У 1975-1998 роках село належало до Тарновського воєводства.

## Демографія
Демографічна структура станом на 31 березня 2011 року:
|          | Загалом | Допрацездатний вік | Працездатний вік | Постпрацездатний вік |
| -------- | ------- | ------------------ | ---------------- | -------------------- |
| Чоловіки | 289     | 67                 | 178              | 44                   |
| Жінки    | 281     | 74                 | 144              | 63                   |
| Разом    | 570     | 141                | 322              | 107                  |